# Lista dos parques e jardins de Lisboa
Abaixo a lista de todos os parques e jardins que existem na cidade de Lisboa.
- Campo Mártires da Pátria/Campo de Santana/Jardim de Santana
- Campo de Santa Clara
- Jardim 9 de Abril/Jardim da Rocha de Conde de Óbidos
- Jardim 5 de Outubro
- Jardim Afonso de Albuquerque [1]
- Jardins da Água [2]
- Jardim da Alameda Dom Afonso Henriques [3]
- Jardim Alfredo Keil do Amaral [4]
- Jardim do Alto de Santo Amaro
- Jardim Amália Rodrigues
- Jardim das Amoreiras (ou Marcelino Mesquita) [5]
- Jardim do Alto de Santa Catarina [6]
- Jardim António Feijó [7]
- Jardim do Arco do Cego
- Jardim Avelar Brotero
- Jardim da Avenida da Liberdade [8]
- Jardim Augusto Gil [9]
- Jardim Augusto Rosa [10]
- Jardim Botânico da Ajuda [11]
- Jardim Botânico da Universidade de Lisboa [12]
- Jardim Botânico do MNHN
- Jardim Boto Machado [13]
- Jardim Braamcamp Freire [14]
- Jardim Bulhão Pato
- Jardim do Cabeço das Rolas [15]
- Jardim do Cais do Sodré [16]
- Jardim Camilo Castelo Branco [17]
- Jardim do Campo Grande [18]
- Jardim dos Capuchos
- Jardim do Castelo de São Jorge [19]
- Jardim Cesário Verde [20]
- Jardim da CGD
- Jardim Conde Valbom
- Jardim Constantino [21]
- Jardim do Convento da Graça (o mesmo que Jardim da Graça? [22]
- Jardim das Damas [23]
- Jardim David Leandro da Silva [24]
- Jardim Ducla Soares
- Jardim da Estrela (ou de Guerra Junqueiro) [25]
- Jardim da Estufa Fria [26]
- Jardim Fernando Pessa
- Jardim Fialho de Almeida [27]
- Jardim da Fundação Calouste Gulbenkian[28]
- Jardim Garcia da Orta [29]
- Jardim Henrique Lopes de Mendonça [30]
- Jardim da Igreja dos Anjos
- Jardim da Luz (Lisboa) (ou Jardim Teixeira Rebelo) [31]
- Jardim das Janelas Verdes
- Jardim das Marias [32]
- Jardim Marquês de Marialva [33]
- Jardim Museu Agrícola Tropical [34]
- Jardim do Museu da Cidade/Jardim do Palácio Pimenta [35]
- Jardim Nuno Álvares (ou dos Santos) [36]
- Jardim Olavo Bilac (ou do Largo das Necessidades) [37]
- Jardim das Oliveiras [38]
- Jardim das Ondas [39]
- Jardim do Palacete de São Bento [40]
- Jardim do Palácio Beau-Séjour [41]
- Jardim do Palácio de Belém
- Jardim do Palácio Marquês de Fronteira (ou Jardins do Palácio dos Marqueses de Fronteira? [42])
- Jardins do Palácio Valle Flor [43]
- Jardim da Praça da Armada
- Jardim da Praça Dom Luís [44]
- Jardim da Praça do Império [45]
- Jardim da Praça de Londres [46]
- Jardim do Príncipe Real (ou França Borges) [47]
- Jardins da Quinta Alegre [48]
- Jardim da Quinta dos Azulejos [49]
- Jardim da Quinta de Santa Clara [50]
- Jardim Ribeirinho
- Jardim Roque Gameiro
- Jardim Sá da Bandeira
- Jardim de São Bento [51]
- Jardim de São Pedro de Alcântara (ou António Nobre) [52]
- Jardim Teófilo Braga/Jardim da Parada [53]
- Jardim do Torel [54]
- Jardim da Torre de Belém [55]
- Jardim Vasco da Gama [56]
- Mata de Alvalade/Parque José Gomes Ferreira [57]
- Mata de São Domingos de Benfica [58]
- Mata do Vale do Silêncio [59]
- Parque do Alto da Serafina [60]
- Parque do Alvito
- Parque da Bela Vista [61]
- Parque Bensaúde (será o mesmo que Parque da Saúde de Lisboa?)
- Parque do Calhau
- Parque Eduardo VII [62]
- Parque Florestal de Monsanto [63]
- Parque da Madre de Deus (ou da Madre Deus [64]?)
- Parque dos Moinhos de Santana (ou Parque Urbano dos Moinhos de Santana? [65]
- Parque do Monteiro-Mor [66]
- Parque da Saúde de Lisboa
- Parque Silva Porto/ Mata de Benfica / Parque Grão Vasco [67]
- Parque do Tejo e do Trancão
- Parque do Vale Fundão (ou Parque Vale do Fundão?) [68]
- Parque José Gomes Ferreira
- Praça da Alegria
- Praça das Flores
- Praça João do Rio
- Praça Afrâneo Peixoto
- Praça Júlio de Castilho [69]
- Praça Pasteur
- Quinta das Conchas e dos Lilases [70]
- Quinta Pedagógica dos Olivais [71]
- Tapada da Ajuda [72]
- Tapada das Necessidades [73]